# Nasho Jorgaqi
Nasho Jorgaqi (ur. 30 października 1931 w Fierze, zm. 25 sierpnia 2022) – albański pisarz i scenarzysta filmowy.

## Życiorys
Ukończył studia z zakresu języka i literatury albańskiej na Uniwersytecie Tirańskim. Po studia podjął pracę w wydawnictwie Naim Frashëri, a następnie przeszedł do wydawnictwa, działającego przy ministerstwie kultury. Od stycznia 1955 był tajnym współpracownikiem Sigurimi pod pseudonimem Dragoi, pisząc donosy dokumentujące działalność studentów i młodych pisarzy. Po uzyskaniu tytułu doktora nauk filologicznych w 1970 otrzymał stały etat na Uniwersytecie Tirańskim.
Jako pisarz zadebiutował w 1960, wydając powieść Miłość Mimozy. W jego dorobku literackim znalazły się powieści, opowiadania, dzieła z zakresu krytyki literackiej, a także przekłady dzieł Czechowa i Galsworthy'ego.
Był jednym z pierwszych scenarzystów w albańskim filmie. W 1958 znalazł się w gronie osób, przygotowujących scenariusz pierwszego albańskiego filmu fabularnego Tana. Napisał trzy scenariusze filmów fabularnych i dwa do filmów dokumentalnych.
Odznaczony orderem Naima Frasheriego I kl., a także Nagrodą Państwową I kl. za całokształt twórczości. W 2016 został uhonorowany doktoratem honoris causa Uniwersytetu im. Fana Noliego w Korczy.

## Dzieła literackie
- 1960: Dashuria e Mimozës (Miłość Mimozy)
- 1962: Mërgata e qyqeve
- 1963: Ëndërra dhe plagë (Sny i rana)
- 1968: Posta e largët
- 1968: Tomka
- 1970: Qemal Stafa
- 1972: Tregimet e mbrëmjes (Wieczorne opowieści)
- 1976: Silueta letrare
- 1978: Larg dhe afer
- 1994: Udhëve të mërgimit : udhë përshkrime dhe meditime
- 1995: Balada e nënës (Ballada matki)
- 1995: Manastiri i dashurisë : proza të shkurtra dhe tregime (Klasztor miłości, krótkie utwory prozą i opowiadania)
- 1996: Mimoza llastica : tregime për fëmijë
- 1998: Ndëshkimi i Bukurisë, proza të shkurtra dhe tregime
- 1998: Tridhjetë e gjashtë çelësat : tregim për ditën e abetares
- 2008: Netët e bardha të dashurisë : tregime dhe proza të shkurtra

Źródło.

## Prace naukowe
- 1968: Antologji për Skënderbeun (Antologia prac poświęconych Skanderbegowi)
- 1994: Antologji e mendimit estetik shqiptar (1504-1944) (Antologia albańskiej myśli estetycznej)
- 1995: Udhëtim me Fan Nolin' (Podróż z Fanem Nolim)
- 1995: Estetika e fjalës shqipe (Estetyka języka albańskiego)
- 2002: Portrete dhe gjurmime (Portrety i źródła)
- 2008: Profile dhe probleme letrare: studime, gjurmime, ese
- 2012: Hire letrare, shpalime historike

## Scenariusze filmowe
- 1958: Tana
- 1964: Qemal Stafa
- 1967: Duel i heshtur
- 1973: Mimoza llastica
- 1977: Tomka dhe shokët e tij
- 1984: Noli ynë